# Крізь море сонць
«Крізь море сонць» (англ. Across the Sea of Suns) — науково-фантастичний роман американського письменника Грегорі Бенфорда. Твір є другою частиною Саги Галактичного центру. В ньому розповідається про події першої міжзоряної експедиції землян. Події відбуваються від 2021 до 2070 року.

## Зміст
У 2021 році радіоастрономічна обсерваторія на Місяці фіксує наявність життя біля червоного карлика Лаланд 21185. Для підготовки експедиції туди створюється космічна станція «Лансер». Згодом на базі інопланетного корабля (знайденого в морі Крайове на Місяці в попередньому романі) із застосуванням принципів прямоточного двигуна Бассарда станція переобладнується в перший міжзоряний корабель з екіпажем у 1200 осіб. Його політ триває 40 років з використанням капсул анабіозу.
У 2061 році екіпаж «Лансера» на чолі з Найджелом Волмслі прагне дізнатися більше про зоряну систему Лаланду 21185. Члени експедиції виявляють, що поблизу Лаланду 21185 знаходиться порита метеоритними кратерами планета, яку населяють істоти «натурали», здатні безпосередньо керувати електромагнітними полями. Волмслі відкриває, що «натурали» — такі ж органічні істоти, як і люди, — використали генетичну інженерію для адаптації своїх тіл до використання кремнію та транзисторів у нервовій системі. Таким чином вони уникають агресії з боку штучного супутника Спостерігача, який реагує на високі технології, але не вважає загрозою «натуралів», чиї технології є частиною їхніх тіл.
Спроби контакту з «натуралами» виявляються невдалими. Експедиційні групи гинуть від атак Спостерігачів, а потім посол «натуралів» помирає від радарних хвиль із «Лансера». Екіпаж хибно тлумачить інцидент і атакує «натуралів». Найджел з їхніх радіопередач дізнається, що центром агресивної машинерії може бути планета в системі Росс 128.
Отож Волмслі намагається попередити землян, але сигнал до рідної планети приходить лише через 6 років. Коли приходить відповідь, він дізнається, що на Землю вже вдираються машини, які висаджують видозмінених океанічних тварин — Ройовиків і Стрибунів. Командування наказує летіти до Росс 128, звідки імовірно походять Ройовики та Стрибуни.
Під час польоту Волмслі, аналізуючи дані з зондів, припускає, що машинна раса систематично знищує або ізолює планети, що підтримують органічне життя, і несе відповідальність за аномалії на них. Щойно їм стало відомо про людей, вони тут же вирішили знищити їх, подібно до того як вони знищили інших своїх органічних суперників. На думку Волмслі, перша атака на Землю була відбита мільйони років тому, слідом від чого лишився корабель на Місяці.
Біля Росс 128 виявляється Спостерігач, але він обертається навколо крижаної планети. Фактичний лідер експедиції Тед, який завжди не любив Волмслі, намагається змусити Волмслі впасти в анабіоз, поки вони не повернуться на Землю. Волмслі тікає та виявляє на крижаній планеті цивілізацію, яка мала зв'язки з «натуралами» ще до появи Спостерігача. Тамтешній Спостерігач не може знищити цивілізацію, оскільки її захищає товстий шар льоду, але й не дозволяє їй вийти на поверхню.
За 9 років надходять новини, що земні держави підозрюють одна одну в агресії та починають ядерну війну, що ослаблює їх перед прибуттям решти армади машин. Ці новини спонукають екіпаж атакувати Спостерігача. Пошкоджений, Спостерігач, виводить з ладу двигун «Лансера».
У епілозі, доданому після публікації «Великої небесної річки», жителі крижаної планети, що харчуються металами, атакують Спостерігача. Екіпаж «Лансера» бере Спостерігача на абордаж і виявляє карту галактики з зорельотом. Люди вирішують летіти на ньому до Галактичного центру.